# Oenanthe finschii
La collalba de Finsch (Oenanthe finschii) es una especie de ave paseriforme de la familia propia de Oriente Medio y algunas de las antiguas repúblicas de la Unión Soviética. El nombre de la especie conmemora al etnógrafo, naturalista y explorador alemán Friedrich Hermann Otto Finsch.

## Distribución
Se reproduce en laderas pedregosas y semi-desiertos desde Turquía a Afganistán y el oeste de Pakistán. Es migratorio, inverna en Egipto y el Gran Oriente Medio.

## Taxonomía
Fue descrita científicamente en 1869 por el ornitólogo alemán Theodor von Heuglin. Anteriormente se clasifiba como miembro de la familia de los túrdidos, al igual que todos los miembros de Saxicolinae, pero ahora generalmente es considerado dentro de la familia Muscicapidae.
Se reconocen dos subespecies:
- O. finschii barnesi (Oates, 1890)– desde el este de Turquía al Cáucaso, el norte de Irán, Afganistán y el oeste de Pakistán.
- O. finschii finschii (Heuglin, 1869)– desde Turquía a Israel, el norte de Arabia y el sur Irán a Chipre y el Sinaí (Egipto).